# Норт, Фредерик, 5-й граф Гилфорд
Фредерик Норт, 5-й граф Гилфорд (англ. Frederick North, 5th Earl of Guilford; 7 февраля 1766 года — 14 октября 1827 года) — британский политик и колониальный администратор. До 1817 года был известен как почтенный Фредерик Норт.

## Биография
Фредерик был младшим сыном премьер-министра Великобритании Фредерика Норта, 2-го графа Гилфорда (обычно просто лорд Норт). Он представлял Банбери в парламенте с 1792 по 1794 год и занимал должность губернатора Цейлона с 1798 по 1805 год. Первый британский губернатор Цейлона, Фредерик Норт провозгласил в 1801 году, что вся раджакария («работа на царя», принудительные отработки для крестьян Цейлона) упраздняется, и заменил её налогом в виде 1/50 от дохода в долинах и 1/10 от дохода на высокогорье. Норт объявил себя главой касты салагама и назначил Роберта Арбетнота главой касты карава; специальный документ ограничил власть губернатора введением Верховного и Высшего апелляционного судов.
В 1817 году он стал 5-м графом Гилфордом, наследовав титул от старшего брата.
В 1824 году Норт основал Ионическую академию на острове Корфу, который находился под британским контролем. Это был первый университет, основанный в современной Греции. Академия была со временем закрыта, но статуя графа всё ещё находится на острове. Также в его честь названы библиотека и улица.
В 1791 году он перешёл в православие и стал его ярым приверженцем.
В октябре 1827 года лорд Норт, 5-й граф Гилфорд умер бездетным в возрасте 61 года. Его титулы унаследовал кузен.